# Velvyslanectví České republiky v Ottawě
Velvyslanectví České republiky v Ottawě je hlavním českým diplomatickým zastoupením v Kanadě. Nachází se na adrese 251 Cooper Street v centru Ottawy, hlavního města země. Původně vzniklo jako velvyslanectví Československa, po rozdělení země roku 1993 byl úřad rozdělen mezi objektu českou a slovenskou diplomatickou misi. Od října roku 2023 vykonává funkci ambasadora Martin Tlapa.

## Historie
Diplomatické vztahy mezi nově vzniklým Československem a Kanadou byly zahájeny roku 1920, kdy byl též zřízen československý konzulát v Montrealu, otevřený 20. října 1920, 4. ledna 1923 pak povýšený na generální konzulát. Část diplomatické agendy zároveň vyřizovalo čs. vyslanectví v Londýně. Úřad zde mj. pomáhal několikatisícové komunitě čs. přistěhovalců či asimilovaných českých a slovenských Kanaďanů. Vzájemné vztahy pak byly přerušeny dočasným zánikem Československa následkem Mnichovské dohody a následnou německou okupací Čech, Moravy a Slezska. Navázala na ně však čs. exilová vláda Edvarda Beneše v Londýně, která zde v červnu 1942 zřídila vyslanectví.
Po rozdělení Československa roku 1993 byla v Kanadě zřízena česká diplomatická mise, která v Ottawě začala využívat novou budovu velvyslanectví. Dále zde provozuje české konzuláty mj. v Calgary, Montrealu, Torontu, Winnipegu či Regině.